# Plectocryptus schistaceus
Plectocryptus schistaceus är en stekelart som först beskrevs av Gabriel Strobl 1901.  Plectocryptus schistaceus ingår i släktet Plectocryptus och familjen brokparasitsteklar. Inga underarter finns listade i Catalogue of Life.